# Mon cheval pour un royaume
Mon cheval pour un royaume est le premier roman de l'écrivain québécois Jacques Poulin, paru en 1967. Ce roman, qui a un style littéraire très particulier, raconte l'histoire d'un caléchier du Vieux-Québec.